# Caiac canoe la Jocurile Olimpice de vară din 2020 - K-4 500 m masculin
Proba masculină de caiac K-4 500 de metri de la Jocurile Olimpice de vară din 2020 a avut loc în perioada 6-7 august 2021 pe Sea Forest Waterway. 
La această probă vor participa 10 echipaje. Toate vor fi selectate în urma Campionatului Mondial din 2019.

## Program
Orele sunt ora Japoniei (UTC+9) 
| Data                   | Timp        | Etapă                         |
| ---------------------- | ----------- | ----------------------------- |
| Vineri, 6 august 2021  | 9:30 12:05  | Calificări Sferturi de finală |
| Sâmbătă, 7 august 2021 | 10:21 12:37 | Semifinale Finala             |

## Rezultate

### Calificări
Primele două echipaje din fiecare serie se califică în semifinale, iar celelalte se califică pentru sferturile de finală.

#### Seria 1
| Loc | Culoar | Canotor                                                             | Țară       | Timp     | Note |
| --- | ------ | ------------------------------------------------------------------- | ---------- | -------- | ---- |
| 1   | 5      | Max Rendschmidt Ronald Rauhe Tom Liebscher Max Lemke                | Germania   | 1:21,890 | SE   |
| 2   | 2      | Lachlan Tame Riley Fitzsimmons Murray Stewart Jordan Wood           | Australia  | 1:22,662 | SE   |
| 3   | 4      | Uladzislau Litvinau Dzmitry Natynchyk Ilya Fedarenka Mikita Borykau | Belarus    | 1:22,896 | SE   |
| 4   | 7      | Yang Xiaoxu Wang Congkang Zhang Dong Bu Tingkai                     | China      | 1:24,264 | SE   |
| 5   | 3      | Emanuel Silva João Ribeiro Messias Baptista David Varela            | Portugalia | 1:25,515 | SF   |
| 6   | 6      | Keiji Mizumoto Momotaro Matsushita Yusuke Miyata Hiroki Fujishima   | Japonia    | 1:32,295 | SF   |

#### Seria 2
| Loc | Culoar | Canotor                                                              | Țară     | Timp     | Note |
| --- | ------ | -------------------------------------------------------------------- | -------- | -------- | ---- |
| 1   | 5      | Saúl Craviotto Marcus Walz Carlos Arévalo Rodrigo Germade            | Spania   | 1:21,658 | SE   |
| 2   | 4      | Samuel Baláž Denis Myšák Erik Vlček Adam Botek                       | Slovacia | 1:21,807 | SE   |
| 3   | 2      | Nicholas Matveev Mark de Jonge Pierre-Luc Poulin Simon McTavish      | Canada   | 1:26,824 | SF   |
| 4   | 6      | Artem Kuzakhmetov Aleksandr Sergeyev Roman Anoshkin Maxim Spesivtsev | COR      | 1:30,763 | SF   |
| 5   | 3      | Bence Nádas Kornél Béke Kolos Csizmadia Sándor Tótka                 | Ungaria  | 1:34,274 | SF   |

### Sfertul de finală
Primele șase echipaje din fiecare serie se califică în semifinale, iar celelalte sunt eliminate.
| Loc | Culoar | Canotor                                                              | Țară       | Timp     | Note |
| --- | ------ | -------------------------------------------------------------------- | ---------- | -------- | ---- |
| 1   | 2      | Bence Nádas Kornél Béke Kolos Csizmadia Sándor Tótka                 | Ungaria    | 1:23,727 | SE   |
| 2   | 5      | Uladzislau Litvinau Dzmitry Natynchyk Ilya Fedarenka Mikita Borykau  | Belarus    | 1:23.848 | SE   |
| 3   | 3      | Yang Xiaoxu Wang Congkang Zhang Dong Bu Tingkai                      | China      | 1:24,036 | SE   |
| 4   | 7      | Emanuel Silva João Ribeiro Messias Baptista David Varela             | Portugalia | 1:24,325 | SE   |
| 5   | 4      | Nicholas Matveev Mark de Jonge Pierre-Luc Poulin Simon McTavish      | Canada     | 1:24,979 | SE   |
| 6   | 6      | Artem Kuzakhmetov Aleksandr Sergeyev Roman Anoshkin Maxim Spesivtsev | COR        | 1:25,564 | SE   |
| 7   | 1      | Keiji Mizumoto Momotaro Matsushita Yusuke Miyata Hiroki Fujishima    | Japonia    | 1:28,211 |      |

### Semifinale
Primele patru echipaje din fiecare serie se califică în semifinale, iar celelalte sunt eliminate.

#### Semifinala 1
| Loc | Culoar | Canotor                                                              | Țară     | Timp     | Note |
| --- | ------ | -------------------------------------------------------------------- | -------- | -------- | ---- |
| 1   | 5      | Max Rendschmidt Ronald Rauhe Tom Liebscher Max Lemke                 | Germania | 1:23,049 | F    |
| 2   | 4      | Samuel Baláž Denis Myšák Erik Vlček Adam Botek                       | Slovacia | 1:23,799 | F    |
| 3   | 3      | Uladzislau Litvinau Dzmitry Natynchyk Ilya Fedarenka Mikita Borykau  | Belarus  | 1:24,206 | F    |
| 4   | 2      | Artem Kuzakhmetov Aleksandr Sergeyev Roman Anoshkin Maxim Spesivtsev | COR      | 1:24,340 | F    |
| 5   | 6      | Yang Xiaoxu Wang Congkang Zhang Dong Bu Tingkai                      | China    | 1:24,653 |      |

#### Semifinala 2
| Loc | Culoar | Canotor                                                         | Țară       | Timp     | Note |
| --- | ------ | --------------------------------------------------------------- | ---------- | -------- | ---- |
| 1   | 5      | Saúl Craviotto Marcus Walz Carlos Arévalo Rodrigo Germade       | Spania     | 1:24,355 | F    |
| 2   | 4      | Lachlan Tame Riley Fitzsimmons Murray Stewart Jordan Wood       | Australia  | 1:24,868 | F    |
| 3   | 3      | Bence Nádas Kornél Béke Kolos Csizmadia Sándor Tótka            | Ungaria    | 1:24,918 | F    |
| 4   | 6      | Emanuel Silva João Ribeiro Messias Baptista David Varela        | Portugalia | 1:25,268 | F    |
| 5   | 2      | Nicholas Matveev Mark de Jonge Pierre-Luc Poulin Simon McTavish | Canada     | 1:25,581 |      |

### Finala
| Loc | Culoar | Canotor                                                              | Țară       | Timp     | Note |
| --- | ------ | -------------------------------------------------------------------- | ---------- | -------- | ---- |
| 1   | 5      | Max Rendschmidt Ronald Rauhe Tom Liebscher Max Lemke                 | Germania   | 1:22,219 |      |
| 2   | 4      | Saúl Craviotto Marcus Walz Carlos Arévalo Rodrigo Germade            | Spania     | 1:22,445 |      |
| 3   | 3      | Samuel Baláž Denis Myšák Erik Vlček Adam Botek                       | Slovacia   | 1:23,534 |      |
| 4   | 1      | Artem Kuzakhmetov Aleksandr Sergeyev Roman Anoshkin Maxim Spesivtsev | COR        | 1:23,654 |      |
| 5   | 7      | Uladzislau Litvinau Dzmitry Natynchyk Ilya Fedarenka Mikita Borykau  | Belarus    | 1:24,510 |      |
| 6   | 6      | Lachlan Tame Riley Fitzsimmons Murray Stewart Jordan Wood            | Australia  | 1:25,025 |      |
| 7   | 2      | Bence Nádas Kornél Béke Kolos Csizmadia Sándor Tótka                 | Ungaria    | 1:25,068 |      |
| 8   | 8      | Emanuel Silva João Ribeiro Messias Baptista David Varela             | Portugalia | 1:25,324 |      |